# Котов, Яков Михайлович
Яков Михайлович Ко́тов (1921—1990) — участник Великой Отечественной войны, механик-водитель 20-й танковой бригады (11-й танковый корпус, 1-я гвардейская танковая армия, 1-й Белорусский фронт), гвардии старший сержант, Герой Советского Союза.

## Биография
Родился 23 марта 1921 года в селе Терешково (ныне — Богучарского района Воронежской области) в семье крестьянина. Русский.
Работал в Таганроге слесарем-сборщиком и учился в школе рабочей молодёжи.
В 1940 году был призван в Красную Армию. Участник Великой Отечественной войны с июля 1941 года. Служил в танковых частях. Сражался в оборонительных боях под Витебском, Смоленском, защищал Москву. Участвовал в боях под Харьковом, на Курской дуге, освобождал Варшаву и брал Берлин.
В завершающих боях по разгрому фашистской Германии гвардии старший сержант Котов воевал в 20-й Краснознамённой Селецкой танковой ордена Суворова бригаде 11-го танкового корпуса 1-го Белорусского фронта. Особо отличился в ходе Берлинской наступательной операции. 16 апреля 1945 года в ожесточённых боях в районе Зееловских высот (Германия) Я. М. Котов, расчищая путь пехоте, вместе со своим экипажем уничтожил четыре противотанковые пушки, две миномётные батареи, пять пулемётных гнёзд. Его танк был трижды подожжён, но экипаж справился с огнём. В ходе боя Котов заменил выбывшего из строя командира и, несмотря на ранение, продолжал бой.
После войны остался служить в армии. В 1947 году вступил в ВКП(б)/КПСС. В 1946 году, решив стать офицером, Котов поступил курсантом в 4-ю роту 2-го батальона Рязанского военно-автомобильного училища. В 1949 году окончил училище, а в 1955 — курсы усовершенствования командного состава. Вся его военная служба проходила в автомобильных частях.
С августа 1969 года полковник Котов находился в запасе. Жил и работал в городе Каменск-Шахтинский Ростовской области, где умер 10 декабря 1990 года. Был похоронен на родине, в селе Терешково Богучарского района. Его могила — памятник истории Богучарского района.

## Награды
- Указом Президиума Верховного Совета СССР от 31 мая 1945 года за образцовое выполнение заданий командования и проявленные мужество и героизм в боях с немецко-фашистскими захватчиками гвардии старшему сержанту Котову Якову Михайловичу присвоено звание Героя Советского Союза с вручением ордена Ленина и медали «Золотая Звезда» (№ 6465).
- Награждён орденами Отечественной войны 1-й и 2-й степеней, двумя орденами Красной Звезды, а также медалями, среди которых юбилейная медаль «За доблестный труд (За воинскую доблесть). В ознаменование 100-летия со дня рождения Владимира Ильича Ленина».
- В 1975 году присвоено звание почётного гражданина города Богучар.

## Память
- В 1995 году именем Героя Советского Союза Я. М. Котова названа одна из улиц Богучара. Также увековечен на Аллее героев города.
- В Парке Победы Каменска-Шахтинского Герою установлена мемориальная доска.